# La Ciarla
La Ciarla fu una rivista umoristico-letteraria fondata a Trieste nel 1858 da Demetrio Livaditi, scrittore di origine greca.
Per i suoi sentimenti filo-italiani il giornale fu multato, sequestrato e infine soppresso dall'Austria nell'aprile del 1859, allo scoppio della seconda guerra d'indipendenza. Nell'ultima annata (che uscì per soli sette numeri) vi collaborò il giornalista Leone Fortis, il quale contribuì in modo decisivo alla fortuna del periodico, trasformandolo in giornale illustrato e chiamando a parteciparvi letterati come Arnaldo Fusinato, Giuseppe Guerzoni e Carlo Mascheroni.